# 馬德潤
馬德潤（1871年—1937年6月）又名玉琨，字海饶，湖北枣阳人。清朝及中华民国法学家、官员。

## 生平
5歲时，馬德潤喪父。年岁稍长后，馬德潤即輟學，到山貨鋪當店員，山貨鋪鋪主怀疑其偷窃，馬德潤认为自己人格受辱，遂憤然離开山貨鋪。塾師陳榮庵免費招其入學。后来馬德潤成为秀才。 
1899年，馬德潤入湖北自强学堂。1903年，他被官费派赴德国留学，后获柏林大学法学博士学位。其间，孫中山到柏林时，他曾參与組織留學生歡迎會。毕业后，他留在德国工作，并娶了一位德国籍妻子。回国后他历任京师地方审判厅厅长，宪政编查馆行走。
中华民国成立后，他历任全国第一届县知事考试主试委员，北京政府司法部参事，平政院评事、庭长，修订法律馆总裁。此后他居住在天津，執業律師，并曾任北京律師公會會長。
1937年6月，他病逝于北平。

## 著作
- 中国合于国际公法论